# N174 (België)
De N174 is een gewestweg in de Belgische provincies Antwerpen, Limburg en Vlaams-Brabant. De weg verbindt de N126 in Winkelomheide, een dorp in Geel, met de N29 in Schaffen. De totale lengte van de N174 bedraagt ongeveer 18 kilometer.

## Plaatsen langs de N174
- Winkelomheide
- Vorst
- Schoot
- Engsbergen
- Schaffen